# 보리스 구레비치 (1931년)
보리스 막소비치 구레비치(러시아어: Бори́с Ма́ксович Гуре́вич, 1931년 3월 23일~1995년 1월 10일)는 소련과 러시아의 레슬링 선수, 코치이다. 1952년 하계 올림픽 그레코로만형 플라이급에서 금메달을 획득했고 세계 선수권 대회에서 2회 우승했다.